# Клоимштайн, Йозеф
Йозеф Клоимштайн (нем. Josef Kloimstein, 1 ноября 1929, Руфлинг, Верхняя Австрия, Австрия — 15 ноября 2012, Штайрег, Верхняя Австрия, Австрия) — австрийский гребец, серебряный призёр летних Олимпийских игр в Риме (1960) и бронзовый призёр летних Олимпийских игр в Мельбурне (1956) в академической гребле.

## Спортивная биография
Выступал за спортивное общество Donau Linz. После травмы ему была ампутирована часть ноги. Являлся 24-кратным чемпионом Австрии в разных классах гребных судов. 
На европейском чемпионате в Бледе (1956) он завоевал серебро в двойке без рулевого и бронзу в двойке с рулевым. В том же году на летних Олимпийских играх в Мельбурне вместе с Альфредом Загедером становится бронзовым призером в соревнованиях двоек распашных без рулевого. В 1957 г. на чемпионате Европы в Дуйсбурге становятся вторыми среди двоек без рулевого, а через два года во французском Маконе выигрывают бронзу континентального первенства. На летних Играх в Риме (1960) среди двоек распашных без рулевого они выигрывают олимпийское «серебро».
На своей третьей Олимпиаде — в Токио (1964), выступая в двойке с рулевым вместе с Петером Зальцбахером спортсмен остается лишь на 8-м месте.
В 1996 г. был награждён серебряным Почётным Знаком «За заслуги перед Австрийской Республикой».